# Ruslands Grand Prix 2016
Ruslands Grand Prix 2016 (officielt navn: 2016 Formula 1 Russian Grand Prix) var et Formel 1-løb som blev arrangeret 1. maj 2016 på Sochi Autodrom i Rusland. Det var den fjerde runde af Formel 1-sæsonen 2016. Løbet blev vundet af Mercedes-køreren Nico Rosberg, som også tog pole position og hurtigste omgang. Dette var Rosbergs fjerde sejr i træk i 2016. På andenpladsen kom Rosbergs teamkollega Lewis Hamilton, mens tredjepladsen gik til Ferraris Kimi Räikkönen.

## Resultater

### Kvalifikation
| Pos.               | Nr. | Kører             | Konstruktør               | Del 1    | Del 2    | Del 3     | Grid |
| ------------------ | --- | ----------------- | ------------------------- | -------- | -------- | --------- | ---- |
| 1                  | 6   | Nico Rosberg      | Mercedes                  | 1.36,119 | 1.35,337 | 1.35,417  | 1    |
| 2                  | 5   | Sebastian Vettel1 | Ferrari                   | 1.36,555 | 1.36,623 | 1.36,123  | 71   |
| 3                  | 77  | Valtteri Bottas   | Williams-Mercedes         | 1.37,746 | 1.37,140 | 1.36,536  | 2    |
| 4                  | 7   | Kimi Räikkönen    | Ferrari                   | 1.36,976 | 1.36,741 | 1.36,663  | 3    |
| 5                  | 19  | Felipe Massa      | Williams-Mercedes         | 1.37,753 | 1.37,230 | 1.37,016  | 4    |
| 6                  | 3   | Daniel Ricciardo  | Red Bull Racing-TAG Heuer | 1.38,091 | 1.37,569 | 1.37,125  | 5    |
| 7                  | 11  | Sergio Pérez      | Force India-Mercedes      | 1.38,006 | 1.37,282 | 1.37,212  | 6    |
| 8                  | 26  | Daniil Kvjat      | Red Bull Racing-TAG Heuer | 1.38,265 | 1.37,606 | 1.37,459  | 8    |
| 9                  | 33  | Max Verstappen    | Toro Rosso-Ferrari        | 1.38,123 | 1.37,510 | 1.37,583  | 9    |
| 10                 | 44  | Lewis Hamilton    | Mercedes                  | 1.36,006 | 1.35,820 | ingen tid | 10   |
| 11                 | 55  | Carlos Sainz, Jr. | Toro Rosso-Ferrari        | 1.37,784 | 1.37,652 |           | 11   |
| 12                 | 22  | Jenson Button     | McLaren-Honda             | 1.38,332 | 1.37,701 |           | 12   |
| 13                 | 27  | Nico Hülkenberg   | Force India-Mercedes      | 1.38,562 | 1.37,771 |           | 13   |
| 14                 | 14  | Fernando Alonso   | McLaren-Honda             | 1.37,971 | 1.37,807 |           | 14   |
| 15                 | 8   | Romain Grosjean   | Haas-Ferrari              | 1.38,383 | 1.38,055 |           | 15   |
| 16                 | 21  | Esteban Gutiérrez | Haas-Ferrari              | 1.38,678 | 1.38,115 |           | 16   |
| 17                 | 20  | Kevin Magnussen   | Renault                   | 1.38,914 |          |           | 17   |
| 18                 | 30  | Jolyon Palmer     | Renault                   | 1.39,009 |          |           | 18   |
| 19                 | 12  | Felipe Nasr       | Sauber-Ferrari            | 1.39,018 |          |           | 19   |
| 20                 | 94  | Pascal Wehrlein   | Manor-Mercedes            | 1.39,399 |          |           | 20   |
| 21                 | 88  | Rio Haryanto      | Manor-Mercedes            | 1.39,463 |          |           | 21   |
| 22                 | 9   | Marcus Ericsson   | Sauber-Ferrari            | 1.39,519 |          |           | 22   |
| 107%-tid: 1.42,726 |     |                   |                           |          |          |           |      |
| Kilde:             |     |                   |                           |          |          |           |      |

### Løbet
| Pos.   | Nr. | Kører             | Konstruktør               | Omgange | Tid/Udgået  | Startpos. | Point |
| ------ | --- | ----------------- | ------------------------- | ------- | ----------- | --------- | ----- |
| 1      | 6   | Nico Rosberg      | Mercedes                  | 53      | 1.32.41,997 | 1         | 25    |
| 2      | 44  | Lewis Hamilton    | Mercedes                  | 53      | +25,022     | 10        | 18    |
| 3      | 7   | Kimi Räikkönen    | Ferrari                   | 53      | +31,998     | 3         | 15    |
| 4      | 77  | Valtteri Bottas   | Williams-Mercedes         | 53      | +50,217     | 2         | 12    |
| 5      | 19  | Felipe Massa      | Williams-Mercedes         | 53      | +1.14,527   | 4         | 10    |
| 6      | 14  | Fernando Alonso   | McLaren-Honda             | 52      | +1 omgang   | 14        | 8     |
| 7      | 20  | Kevin Magnussen   | Renault                   | 52      | +1 omgang   | 17        | 6     |
| 8      | 8   | Romain Grosjean   | Haas-Ferrari              | 52      | +1 omgang   | 15        | 4     |
| 9      | 11  | Sergio Pérez      | Force India-Mercedes      | 52      | +1 omgang   | 6         | 2     |
| 10     | 22  | Jenson Button     | McLaren-Honda             | 52      | +1 omgang   | 12        | 1     |
| 11     | 3   | Daniel Ricciardo  | Red Bull Racing-TAG Heuer | 52      | +1 omgang   | 5         |       |
| 12     | 55  | Carlos Sainz, Jr. | Toro Rosso-Ferrari        | 52      | +1 omgang   | 11        |       |
| 13     | 30  | Jolyon Palmer     | Renault                   | 52      | +1 omgang   | 18        |       |
| 14     | 9   | Marcus Ericsson   | Sauber-Ferrari            | 52      | +1 omgang   | 22        |       |
| 15     | 26  | Daniil Kvjat      | Red Bull Racing-TAG Heuer | 52      | +1 omgang   | 8         |       |
| 16     | 12  | Felipe Nasr       | Sauber-Ferrari            | 52      | +1 omgang   | 19        |       |
| 17     | 21  | Esteban Gutiérrez | Haas-Ferrari              | 52      | +1 omgang   | 16        |       |
| 18     | 94  | Pascal Wehrlein   | Manor-Mercedes            | 51      | +2 omgange  | 20        |       |
| Ret    | 33  | Max Verstappen    | Toro Rosso-Ferrari        | 33      | Power unit  | 9         |       |
| Ret    | 5   | Sebastian Vettel1 | Ferrari                   | 0       | Kollision   | 71        |       |
| Ret    | 27  | Nico Hülkenberg   | Force India-Mercedes      | 0       | Kollision   | 13        |       |
| Ret    | 88  | Rio Haryanto      | Manor-Mercedes            | 0       | Kollision   | 21        |       |
| Kilde: |     |                   |                           |         |             |           |       |

Noter til tabellerne:
- 1:  - Sebastian Vettel fik en gridstraf på fem placeringer for en ikke-planlagt udskiftning af gearkasse.[4]

## Stillingen i mesterskaberne efter løbet
| Nr | +/- | Kører             | Point |
| -- | --- | ----------------- | ----- |
| 1  |     | Nico Rosberg      | 100   |
| 2  |     | Lewis Hamilton    | 57    |
| 3  | 2   | Kimi Räikkönen    | 43    |
| 4  | 1   | Daniel Ricciardo  | 36    |
| 5  | 1   | Sebastian Vettel  | 33    |
| 6  |     | Felipe Massa      | 32    |
| 7  | 1   | Romain Grosjean   | 22    |
| 8  | 1   | Daniil Kvjat      | 21    |
| 9  | 1   | Valtteri Bottas   | 19    |
| 10 | 1   | Max Verstappen    | 13    |
| 11 | 7   | Fernando Alonso   | 8     |
| 12 | 2   | Kevin Magnussen   | 6     |
| 13 | 2   | Nico Hülkenberg   | 6     |
| 14 | 2   | Carlos Sainz, Jr. | 4     |
| 15 |     | Sergio Pérez      | 2     |
| 16 | 3   | Jenson Button     | 1     |
| 17 | 4   | Stoffel Vandoorne | 1     |
| 18 | 2   | Jolyon Palmer     | 0     |
| 19 | 2   | Marcus Ericsson   | 0     |
| 20 |     | Pascal Wehrlein   | 0     |
| 21 |     | Felipe Nasr       | 0     |
| 22 |     | Esteban Gutiérrez | 0     |
| 23 |     | Rio Haryanto      | 0     |

| Nr. | +/- | Konstruktør          | Point |
| --- | --- | -------------------- | ----- |
| 1   |     | Mercedes             | 157   |
| 2   |     | Ferrari              | 76    |
| 3   |     | Red Bull-TAG Heuer   | 57    |
| 4   |     | Williams-Mercedes    | 51    |
| 5   |     | Haas-Ferrari         | 22    |
| 6   |     | Toro Rosso-Ferrari   | 17    |
| 7   | 1   | McLaren-Honda        | 10    |
| 8   | 1   | Force India-Mercedes | 8     |
| 9   |     | Renault              | 6     |
| 10  |     | Sauber-Ferrari       | 0     |
| 11  |     | Manor-Mercedes       | 0     |